# Корнеліу Драгаліна
Корнеліу Драгаліна (рум. Corneliu Dragalina; 5 лютого 1887, Карансебеш — 11 липня 1949, Бухарест) — румунський військовий діяч, корпусний генерал. Кавалер Лицарського хреста Залізного хреста.

## Біографія
З 1 січня 1940 року — командир 6-го армійського корпусу, на чолі якого брав участь у боях на радянсько-німецькому фронті. В 1943 році недовго виконував обов'язки командувача 3-ї армії. В 1943—1944 році — генерал-губернатор окупованої Румунією Буковини. Після падіння режиму Антонеску переведений у резерв, але згодом призначений інспектором моторизованих військ. В 1945 році вийшов у відставку.

## Нагороди
- Орден Михая Хороброго
  - 3-го класу (11 листопада 1916)
  - 2-го класу (1 вересня 1942)
- Великий офіцер ордена Корони Румунії із зіркою

### Нагороди Третього Рейху
- Залізний хрест 2-го і 1-го класу
- Відзначений у Вермахтберіхт (30 травня 1942)
- Лицарський хрест Залізного хреста (9 серпня 1942)